# Carol Zhao
Carol Zhao (赵一羽S, Zhào YīyǔP; Chongqing, 20 giugno 1995) è una tennista cinese naturalizzata canadese.

## Biografia
Carol Zhao è nata a Chongqing da Ping e Lily Zhao. Ha iniziato a giocare a tennis all'età di cinque anni, con l'incoraggiamento da parte di un maestro di scuola. Due anni dopo, la sua famiglia è emigrata in Canada, stabilendosi a Richmond Hill. Nel settembre 2010, si è trasferita a Montréal facendo parte della National Training Centre fino al mese di agosto del 2013. Successivamente, ha frequentato l'Università di Stanford dove è membro della squadra di tennis dal settembre 2013. Risiede nella provincia dell'Ontario.

## Statistiche ITF

### Singolare

#### Vittorie (4)
| Torneo $100.000 (2) |
| Torneo $80.000 (0)  |
| Torneo $75.000 (0)  |
| Torneo $60.000 (0)  |
| Torneo $50.000 (0)  |
| Torneo $25.000 (2)  |
| Torneo $15.000 (0)  |
| Torneo $10.000 (0)  |

| N. | Data             | Torneo                                               | Superficie  | Avversaria in finale | Punteggio     |
| 1. | 3 settembre 2017 | Noto Wakura International Women's Open Tennis, Nanao | Cemento     | Junri Namigata       | 6-3, 6-2      |
| 2. | 12 novembre 2017 | Shenzhen Longhua Open, Shenzhen                      | Cemento     | Liu Fangzhou         | 7-5, 6-2      |
| 3. | 12 giugno 2022   | ITF Incheon Women's Challenger Tennis, Incheon       | Cemento     | Mayuka Aikawa        | 6-4, 6-1      |
| 4. | 3 luglio 2022    | LTP Charleston Pro Tennis, Charleston                | Terra verde | Himeno Sakatsume     | 3-6, 6-4, 6-4 |

#### Sconfitte (4)
| Torneo $100.000 (0) |
| Torneo $80.000 (0)  |
| Torneo $75.000 (0)  |
| Torneo $60.000 (0)  |
| Torneo $50.000 (0)  |
| Torneo $25.000 (3)  |
| Torneo $15.000 (0)  |
| Torneo $10.000 (1)  |

| N. | Data             | Torneo                                       | Superficie  | Avversaria in finale | Punteggio   |
| 1. | 19 maggio 2013   | Forte Village International Tournament, Pula | Terra rossa | Sofija Kovalec       | 3-6, 2-6    |
| 2. | 27 agosto 2017   | Sekisho Challenge Open, Tsukuba              | Cemento     | Zhang Ling           | 5–7, 6(4)–7 |
| 3. | 21 febbraio 2021 | Ilana Kloss International, Potchefstroom     | Cemento     | Nuria Párrizas Díaz  | 3-6, 0-6    |
| 4. | 9 maggio 2021    | Salinas Copa Telconet, Salinas               | Cemento     | Mai Hontama          | 5-7, 1-6    |

### Doppio

#### Vittorie (7)
| Torneo $100.000 (0) |
| Torneo $80.000 (0)  |
| Torneo $75.000 (0)  |
| Torneo $60.000 (2)  |
| Torneo $50.000 (0)  |
| Torneo $25.000 (3)  |
| Torneo $15.000 (2)  |
| Torneo $10.000 (0)  |

| N. | Data             | Torneo                                            | Superficie  | Compagna                     | Avversarie in finale                         | Punteggio           |
| 1. | 20 luglio 2013   | Challenger Banque Nationale de Granby, Granby     | Cemento     | Lena Litvak                  | Julie Coin Emily Webley-Smith                | 7–5, 6–4            |
| 2. | 1º agosto 2015   | Challenger Banque Nationale de Gatineau, Gatineau | Terra rossa | Jessica Moore                | Victoria Rodríguez Marcela Zacarías          | 6–3, 6–4            |
| 3. | 20 gennaio 2017  | Open GDF SUEZ de Petit-Bourg, Petit-Bourg         | Cemento     | Mayo Hibi                    | Emilie Francati Charlotte Robillard-Millette | 2–6, 7–6(6), [11–9] |
| 4. | 1º aprile 2017   | Heraklion Hellenic Zeus Circuit, Heraklion        | Terra rossa | Charlotte Robillard-Millette | Angelina Gabuëva Ol'ga Pučkova               | 7–6(2), 4-6, [10-5] |
| 5. | 29 luglio 2017   | Challenger Banque Nationale de Granby, Granby     | Cemento     | Ellen Perez                  | Alexa Guarachi Olivia Tjandramulia           | 6-2, 6-2            |
| 6. | 29 ottobre 2017  | National Bank Challenger Saguenay, Saguenay       | Cemento (i) | Bianca Andreescu             | Francesca Di Lorenzo Erin Routliffe          | w/o                 |
| 7. | 13 febbraio 2022 | World Tennis Tour Cancun, Cancún                  | Cemento     | Kateryna Bondarenko          | Jacqueline Cabaj Awad Lina Glushko           | 7–5, 6(5)-7, [10–7] |

#### Sconfitte (7)
| Torneo $100.000 (0) |
| Torneo $80.000 (0)  |
| Torneo $75.000 (0)  |
| Torneo $60.000 (0)  |
| Torneo $50.000 (0)  |
| Torneo $25.000 (5)  |
| Torneo $15.000 (1)  |
| Torneo $10.000 (1)  |

| N. | Data             | Torneo                                                    | Superficie  | Compagna                     | Avversarie in finale                         | Punteggio           |
| 1. | 18 maggio 2013   | Forte Village International Tournament, Pula              | Terra rossa | Erin Routliffe               | Martina Caregaro Anna Floris                 | 2–6, 7–5, [7–10]    |
| 2. | 20 luglio 2014   | Challenger Banque Nationale de Granby, Granby             | Cemento     | Erin Routliffe               | Hiroko Kuwata Riko Sawayanagi                | w/o                 |
| 3. | 11 gennaio 2016  | Daytona Beach Open, Daytona Beach                         | Terra verde | Sharon Fichman               | Natela Dzalamidze Veronika Kudermetova       | 4-6, 3-6            |
| 4. | 28 febbraio 2016 | Del Mar Financial Partners Inc. Open, Rancho Santa Fe     | Cemento     | Jessica Pegula               | Asia Muhammad Taylor Townsend                | 3-6, 4-6            |
| 5. | 18 giugno 2016   | Palmetto PRO Open, Sumter                                 | Cemento     | Jamie Loeb                   | Ashley Weinhold Caitlin Whoriskey            | 6(5)-7, 1-6         |
| 6. | 2 luglio 2016    | Hunt Communities USTA Women's Pro Tennis Classic, El Paso | Cemento     | Sanaz Marand                 | Ashley Weinhold Caitlin Whoriskey            | 4-6, 6(3)-7         |
| 7. | 18 marzo 2017    | Heraklion Hellenic Zeus Circuit, Heraklion                | Terra rossa | Charlotte Robillard-Millette | Raluca Georgiana Șerban Oana Georgeta Simion | 6-3, 6(2)-7, [2-10] |

## Grand Slam Junior

### Doppio

#### Vittorie (1)
| Tornei del Grande Slam  |
| ----------------------- |
| Australian Open (1)     |
| Open di Francia (0)     |
| Torneo di Wimbledon (0) |
| US Open (0)             |

| N. | Data            | Torneo                     | Superficie | Compagna   | Avversarie in finale                     | Punteggio        |
| 1. | 26 gennaio 2013 | Australian Open, Melbourne | Cemento    | Ana Konjuh | Ol'eksandra Korašvili Barbora Krejčíková | 5-7, 6-4, [10-7] |